# Moonie Highway
La Moonie Highway est une route de l'État du Queensland, en Australie. Elle nait de la Warrego Highway à Dalby et s'étire sur plus de 250 km jusqu'à ce qu'elle atteigne St George. De là, elle se prolonge sous le nom de Balonne Highway. De Dalby, elle continue vers le nord-est par la Bunya Highway.
Elle dessert des colonies agricoles ainsi que des champs de pétrole et de gaz.

## Galerie

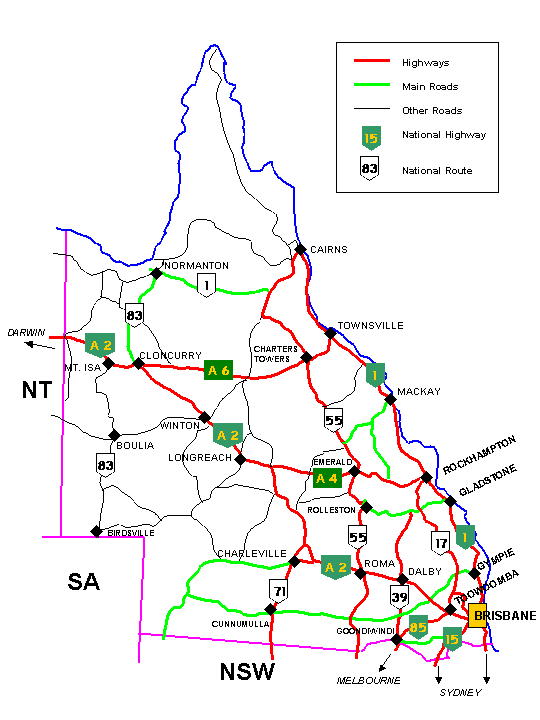